# Xylocopa braunsi
Xylocopa braunsi är en biart som beskrevs av Dusmet y Alonso 1924. Xylocopa braunsi ingår i släktet snickarbin, och familjen långtungebin. Inga underarter finns listade i Catalogue of Life.